# Pilosocereus pachycladus
Pilosocereus pachycladus е вид кактус от род Pilosocereus, който се среща в Минас Жерайс, Бразилия.

## Описание
Бавно растящ, изправен кактус с колоновидни, разклонени, синьо-зелени стъбла, оребрени и облицовани с ареоли, със светлокафяви шипове и фини бели власинки. Може да достигне до 10 м в естествения си ареал, но много по-малък при култивиране като сукулент. През лятото цъфти с бели фуниевидни цветове, понякога зачервени по върховете, които оформят плодове с форма на смокиня.

## Подвидове
- Pilosocereus pachycladus subsp. pachycladus
- Pilosocereus pachycladus subsp. pernambucoensis (F.Ritter) Zappi
- Pilosocereus pachycladus subsp. viridis N.P.Taylor & Albuq.-Lima